# آکسدیل
آکسدیل (به انگلیسی: Axedale) یک شهرک در استرالیا است که در ویکتوریا (استرالیا) واقع شده‌است.